# Bucinișu
Bucinișu è un comune della Romania di 2 172 abitanti, ubicato nel distretto di Olt, nella regione storica dell'Oltenia. 
Il comune è formato dall'unione di 2 villaggi: Bucinișu e Bucinișu Mic.